# Valle del Limarí
El valle de Limarí es una cuenca que está ubicada en la región de Coquimbo, Chile y alberga una comunidad con una floreciente industria agrícola y turística.

## Topografía
El imponente Valle del Limarí es un territorio conformado por decenas de pequeños valles y quebradas con sus propios ríos y esteros, los cuales están intercomunicados entre sí y que al final todos se vuelcan hacía el Océano Pacífico.

## Clima
Puede estar despejado casi todo el año. Por lo que se da un clima fresco cerca de la costa y moderado a los 60 kilómetros del mar,

## Flora y fauna

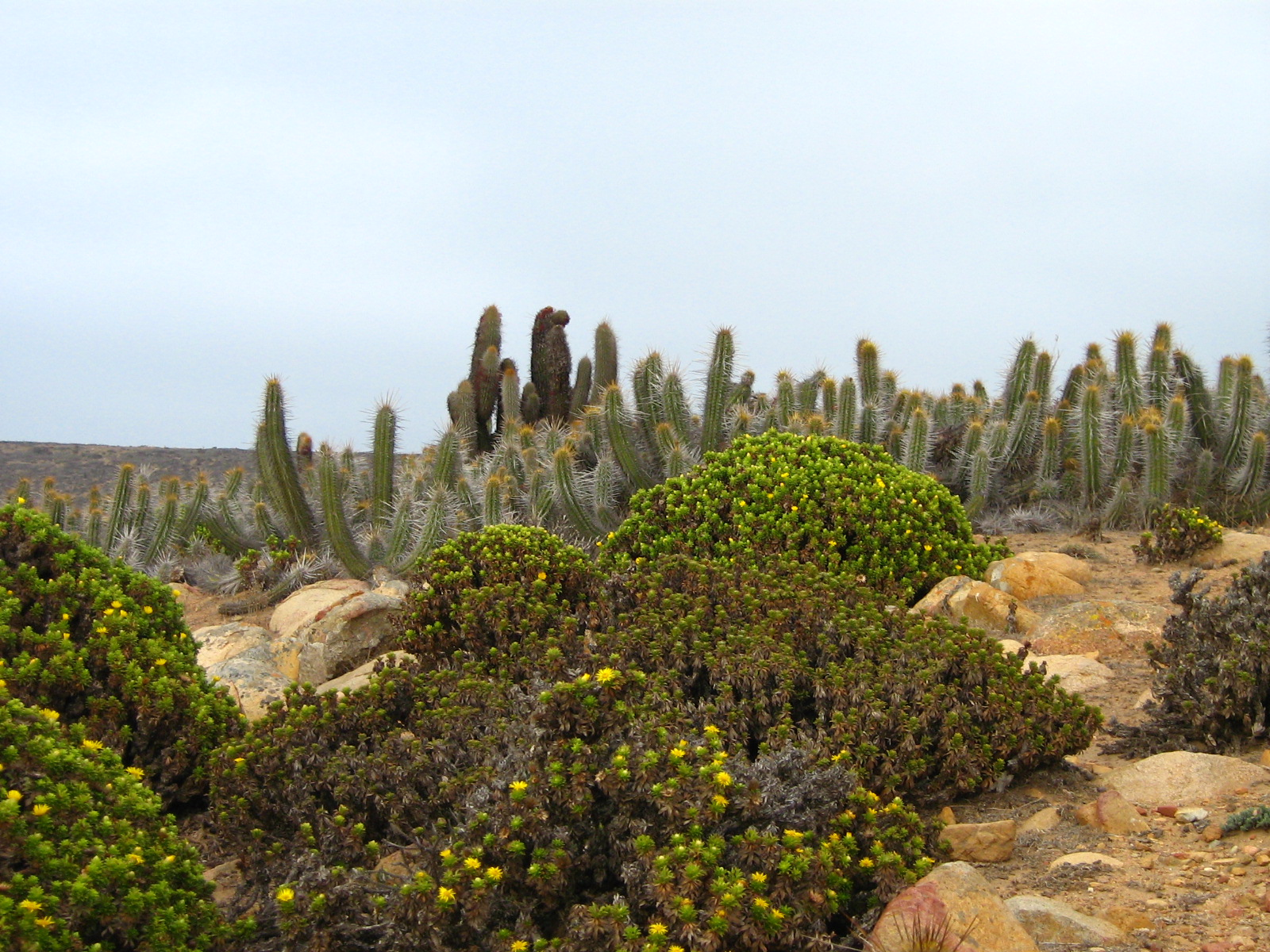
Flora de monte típica, en primer plano, la Chamiza en flor.

La flora es predominantemente desértica, predominan en el paisaje las cactáceas y los arbustos esclerófilos tales como la chamiza, los cardones y el "palo negro", es muy raro encontrar árboles que no sean la higuera, el eucaliptus y esporádicos pinares. Hacia el interior, hacia las quebradas es más abundante otro tipo de arbustos rastreros y pastizales de follaje duro. Son predominantes las cactáceas tales como el llamado quisco y sus variedades
más pequeñas.

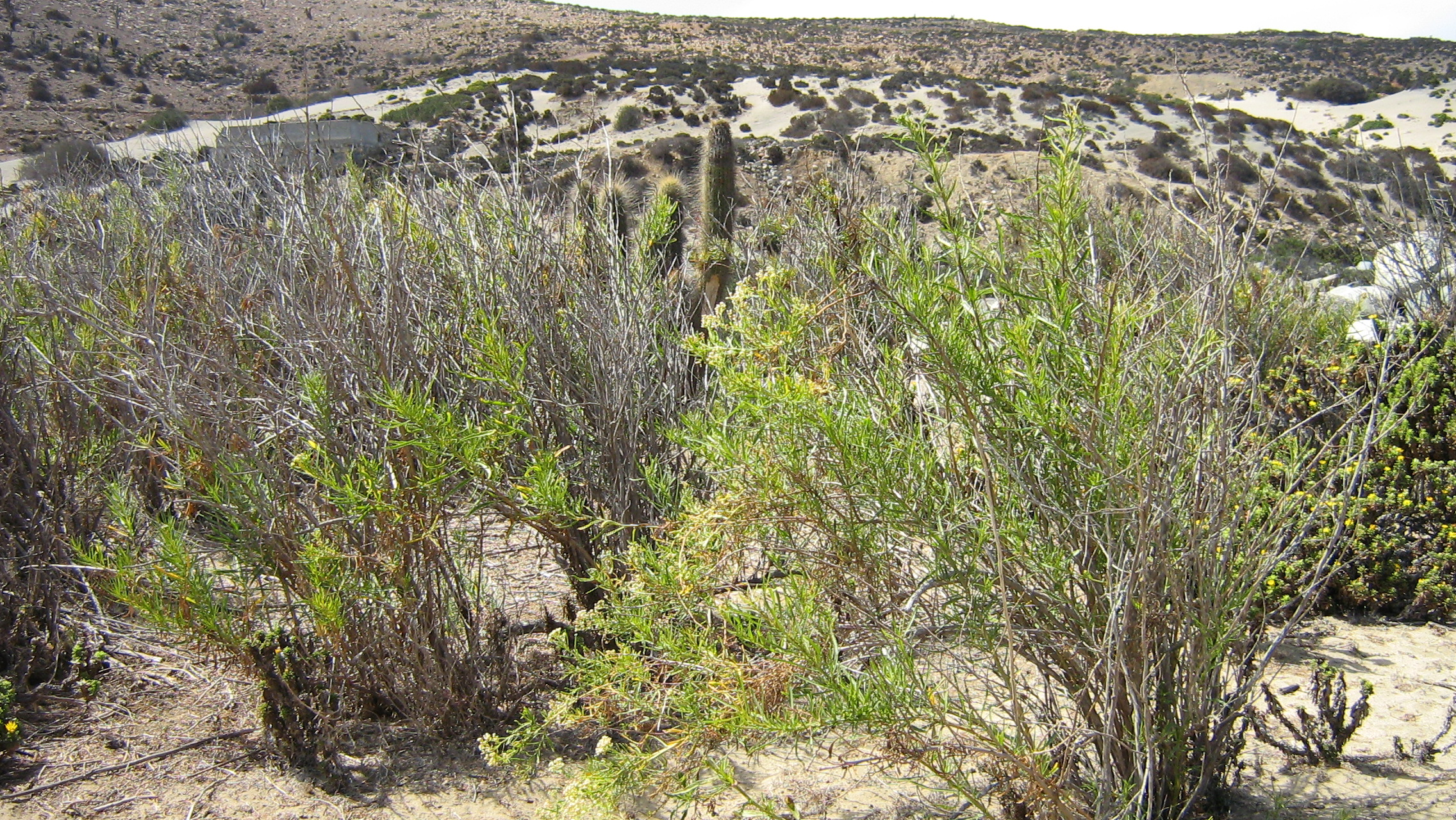
Flora típica de lecho de quebradas.

En los llanos, casi no es posible hallar arbustos, salvos los trasplantados por CONAF.
Las lagartijas (Podarcis)10 años antes eran abundantes en la zona, hoy en día es raro verlas debido a dos factores: La captura por parte de traficantes de animales exóticos y el cambio de hábitos alimenticios de bandadas de gaviotas carroñeras que abundan en el sector.
Las culebras, otrora abundantes han prácticamente desaparecido del sector y es muy raro ver un espécimen.
Los insectos están representados por la vinchuca, el escarabajo guanero, la hormiga negra, los alacranes y variedades de arácnidos tales como la viuda negra (Loxoceles mantraxs), la araña blanca arenera, el insecto-palo, y la langosta. La araña de rincón es muy rara de ser hallada debido a la abundancia de su depredador natural, la araña tigre Scytodes globula(muy común).

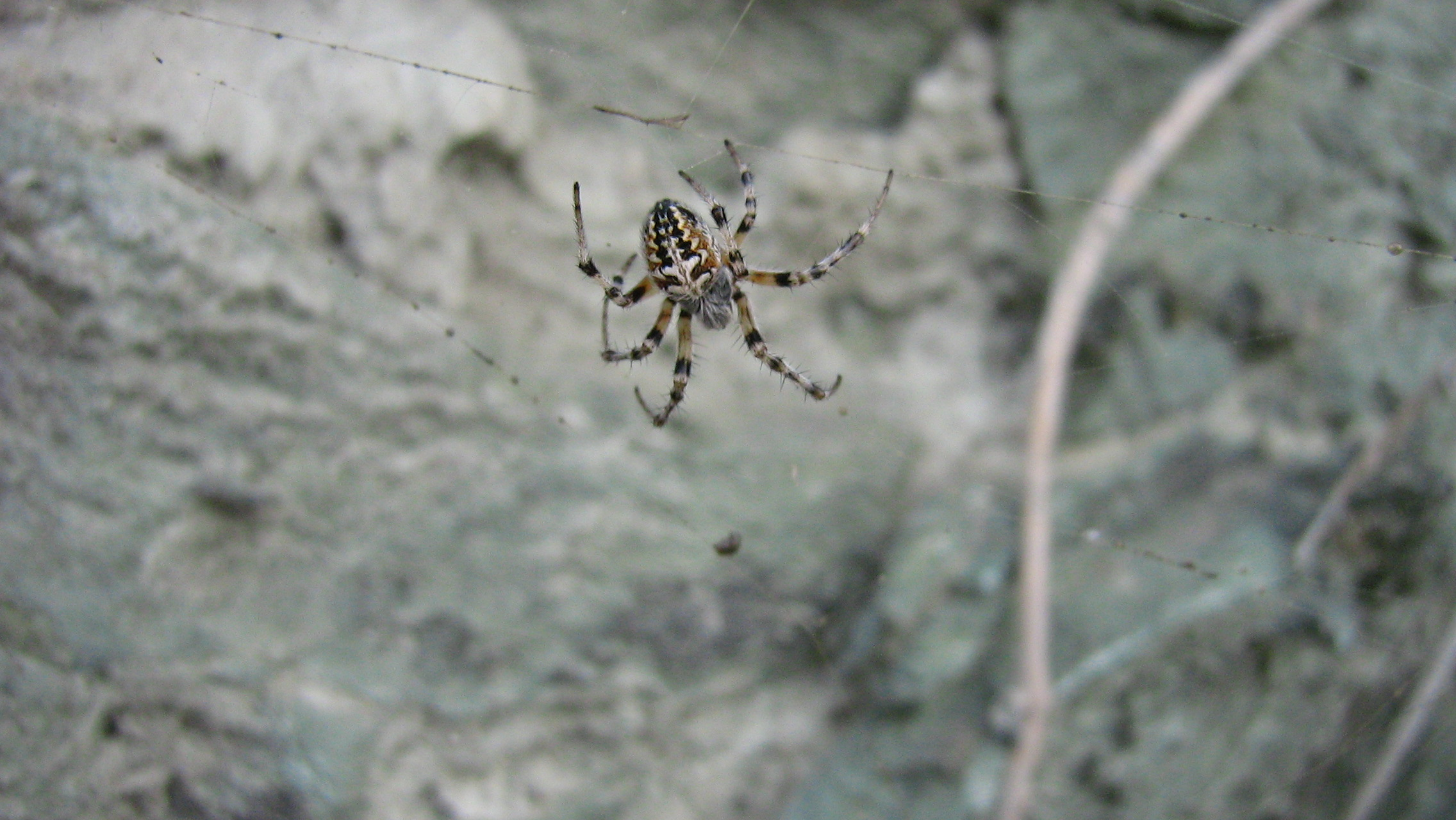
Araña tigrada de las rocas.

Es común en el lugar, en ciertas épocas, la presencia del zorro, tales como el chilla y el zorro culpeo plateado y rojo, que son perseguidos por los lugareños cuando estos toman como parte de su cadena alimenticia a ovejas y cabras. El puma existió décadas atrás hasta ser exterminados del sector. Son comunes los roedores, representados por el "chungungo", el conejo (introducido) y su pariente, la liebre.

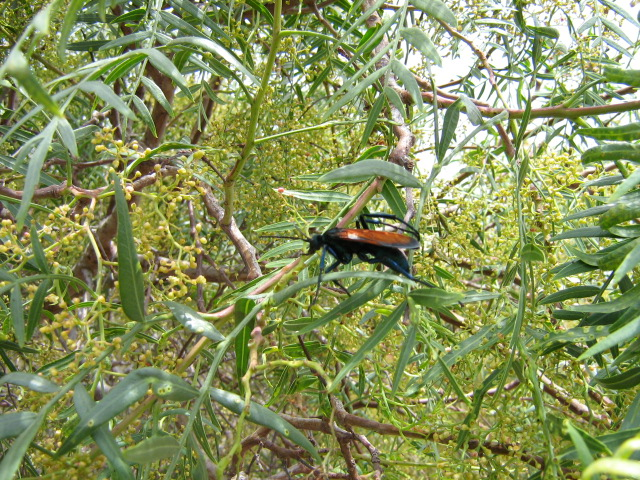
Avispa azul gigante arenera.

Las aves cantoras son muy variadas y prolíficas en el sector pudiendo observarse a la " diuca ", la lloica, el chincol, el correcaminos y los siempre presentes, peucos, jotes y tiuques que compiten como oportunistas con las gaviotas por alguna carroña.
Las playas son invadidas en otoño y primavera por aves costeras migratorias tales como el gaviotín antártico y el chorlito de mar. Rara vez se pueden observar cóndores y aguiluchos que bajan a la costa: su avistamiento es más común en épocas de crías caprinas y en sequías prolongadas, cuando por falta de alimento descienden a la costa en busca de carroña.

## Historia

### Primeras ocupaciones
Los primeros habitantes permanentes de la zona de Ovalle fueron de la Cultura El Molle. Después siguieron los de la Cultura Aconcagua y los diaguitas.
En el 1426 el Imperio Inca invadió estas latitudes, formando por más de 100 años el Collasuyu, bajo gobernador (Apunchic) inka anien representante del imperio incásico del Wamani de Coquimbo. desde aproximadamente 1482 hasta 1536. Se dice que fue elegido directamente por el emperador para ocupar este puesto. Anien junto a Quilacanta, posiblemente, fueron los dos hombres más importantes de origen incásico en el actual territorio de Chile antes de la llegada de Diego de Almagro.

### Conquista española
El Valle del Limarí es parte de la Cuarta Región de Coquimbo en Chile. Durante el largo período colonial se constituyó en la fuente principal de desarrollo económico del Corregimiento de Coquimbo, cuya capital estaba en la ciudad de La Serena, que había sido fundada por Juan Bohón en 1544 y refundada por Francisco de Aguirre el año 1549.

## Economía
La ciudad se ubica en el centro del Valle de Limarí, el cual tiene gran importancia agrícola siendo el más productivo de los valles transversales. La clave de su alta productividad está en su sistema de irrigación artificial, regulado por los embalses La Paloma, Recoleta y Cogotí, que compensan la baja pluviometría de la zona y permite el uso económico y eficiente del agua.
Las principales actividades económicas de la comuna están vinculadas a la agricultura en sus alrededores se cultiva la vid, produciendo uvas pisqueras –que son usadas para la elaboración de pisco chileno– y de mesa –para consumo interno y exportación–, olivos, damascos, duraznos, higos, paltos, ciruelas, alcachofas, chirimoyas, papayas y cítricos y, en menor medida, otras frutas y hortalizas. Con varias de aquellas frutas, se producen en forma artesanal mermeladas, jarabes, jugos y pasteles. y en la ganadería caprina. Concentra el 50 % de dichas actividades a nivel regional. La ciudad de Ovalle, en tanto, se sustenta en los servicios y el comercio y es allí donde convergen los pequeños y medianos productores de localidades rurales a comercializar sus productos.

Productos agrícolas del Valle de Limarí
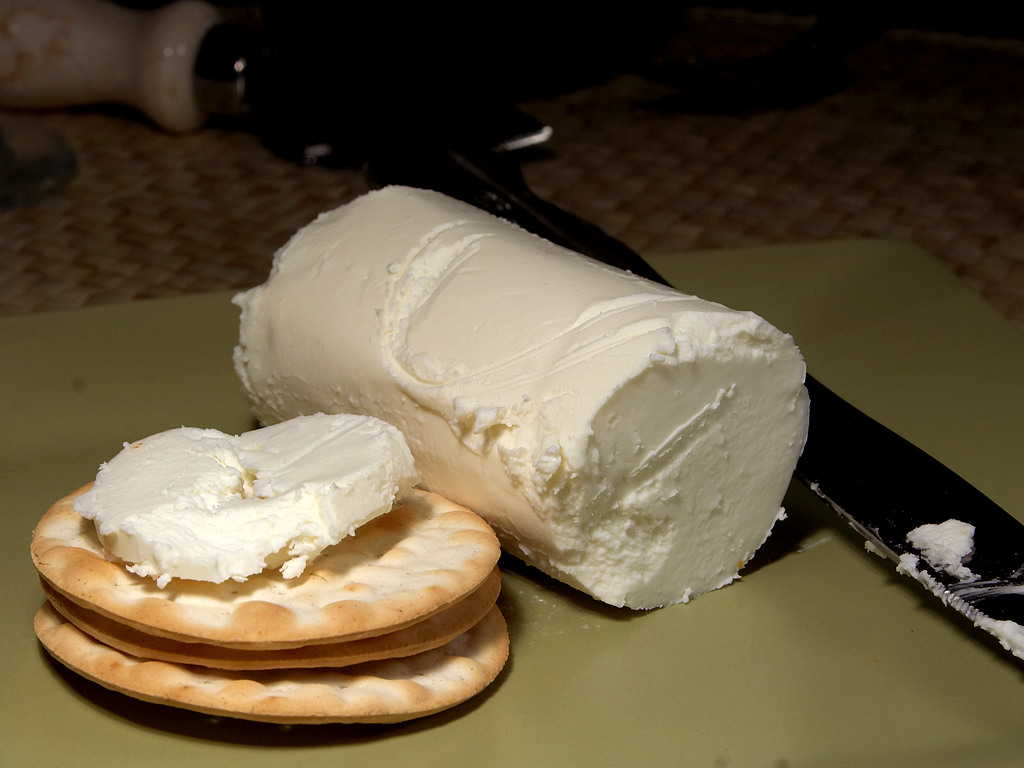
Queso de cabra.
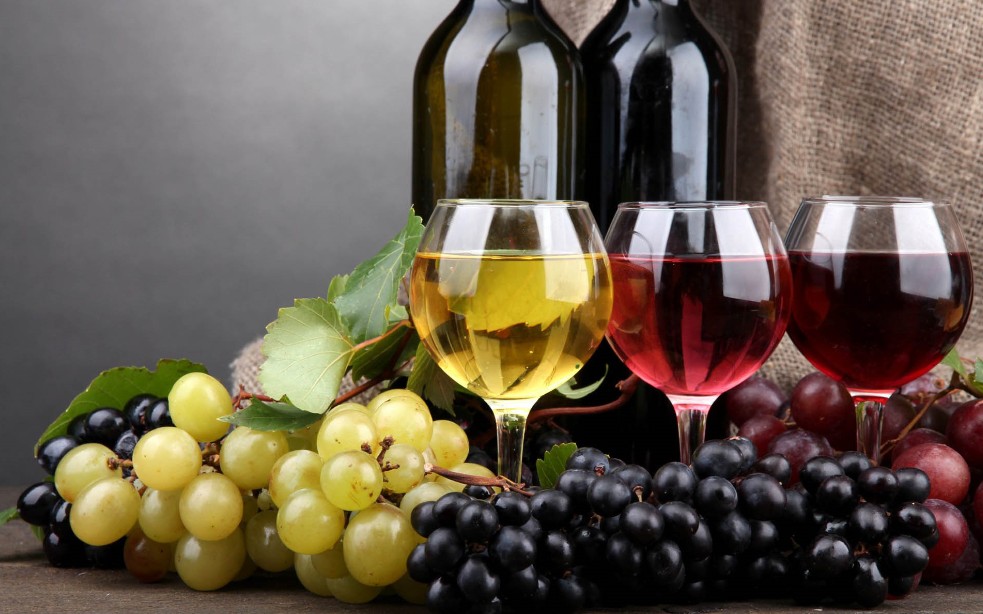
Vino de Chile producido en el valle del Limarí.
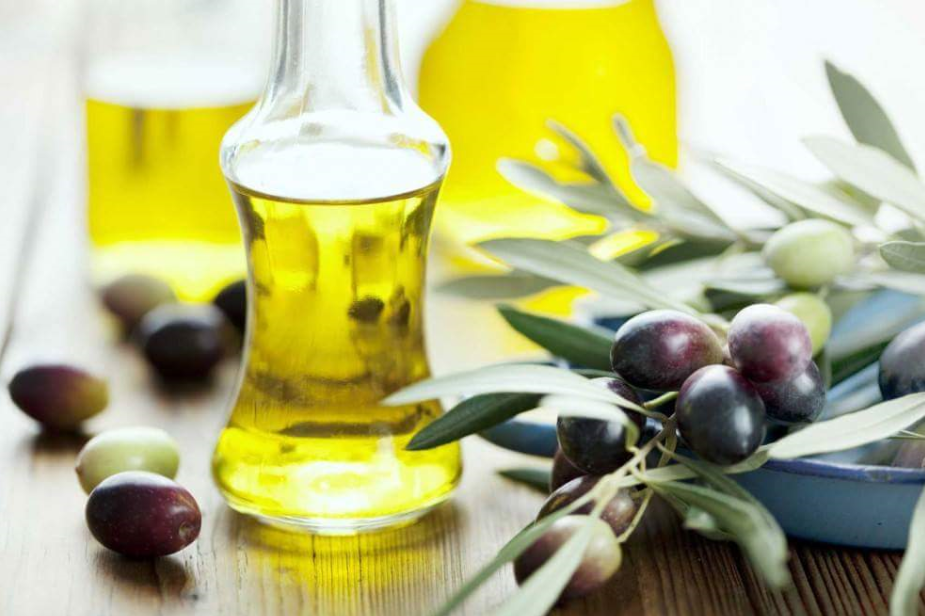
aceitunas maduras para consumo fresco y elaboración de aceite de oliva.
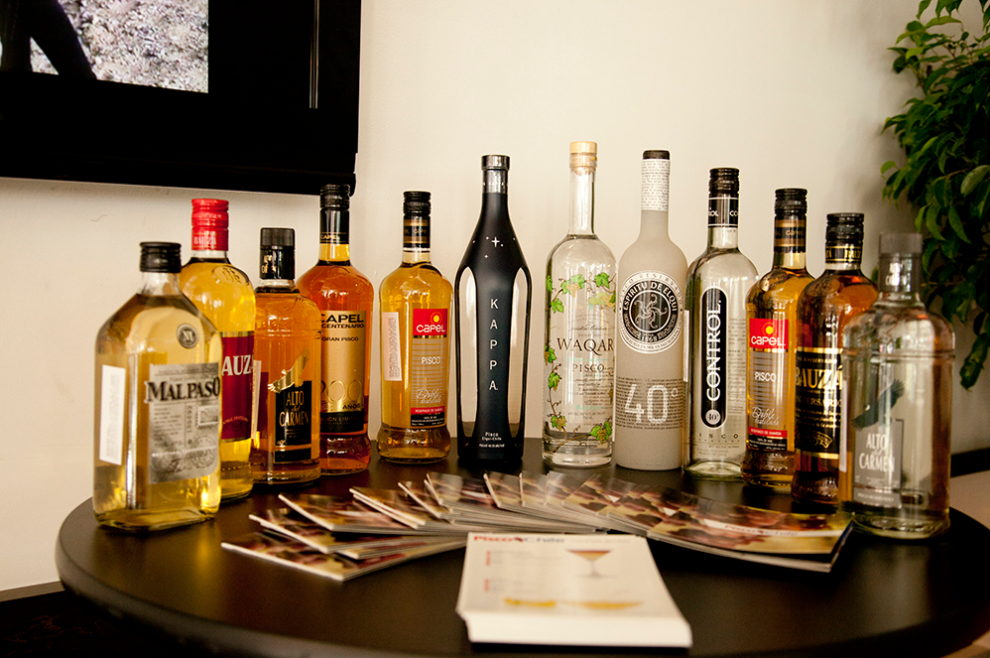
Botellas de pisco chileno de diversas marcas, algunas producidas en el valle del Limarí.

## Turismo

### Parque nacional Bosque Fray Jorge

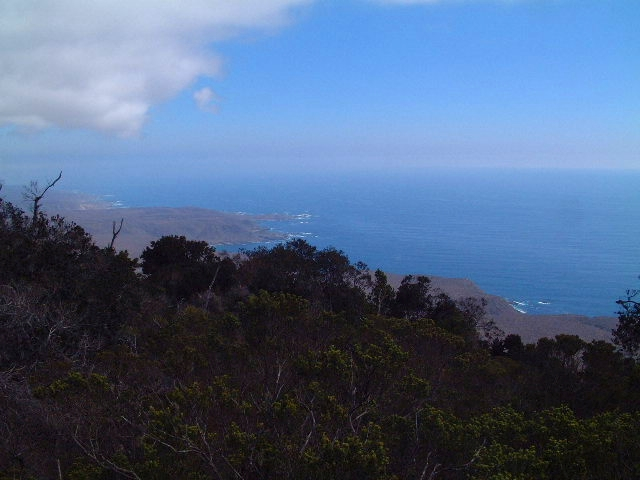
Vista del parque nacional Fray Jorge.

Su singularidad y extraordinaria belleza hacen de este parque un lugar ideal para la observación de la vida silvestre y para la Realización de actividades ecoturísticas tales como el excursionismo y las cabalgatas. El Bosque Fray Jorge representa una verdadera reliquia natural, un bosque hidrófilo relicto del período cuaternario, vale decir, que es una muestra de lo que fue él, hoy, desierto de Atacama, el más árido del mundo, en la última glaciación ocurrida hace más de 30.000 años, cuando los bosque húmedos se distribuían hasta latitudes bastantes bajas.
El Parque se encuentra ubicado en la región del complejo montañoso andino-costero denominado "Altos de Talinay". Las mayores alturas sobre el nivel del mar son el cerro Mozambique (560 m s. n. m.), el cerro Centinela (556 m s. n. m.) y el cerro El Viento (667 m s. n. m.).
El único recurso hídrico del parque es el río Limarí que se encuentra a 10 km de la Administración del Parque. En este parque existe el Bosque Húmedo del tipo Valdiviano, cuya extraordinaria existencia en estas latitudes es causada por la permanente neblina costera que da origen a un microclima apto para el desarrollo de olivillos, canelos, arrayanes, elechos y enredaderas (medallita). Estas especies se pueden observar en los sectores altos de la reserva.
Otras especies características de la flora del parque son: varilla brava (Adesmia spec.), guayacán (Porlieria chilensis), alcaparras (Senna spec.), cactus y uvillos visibles al costado del camino, desde el portón de entrada, al pie del cerro. Maitenes, romeros y huiganes en la Quebrada Las Vacas. El papayo silvestre se encuentra en los sectores cercanos a la Administración, en la quebrada Las Lechuzas, en la ribera del Río Limarí y en el litoral del Parque. y si viaja en primavera y dependiendo de la cantidad de lluvia caída durante el año, se pueden ver añañucas, azulillos, lirios del campo y cebollines en todo el Parque y a ambos lados del camino al bosque.
La fauna del parque está representada principalmente por aves. En la parte baja del parque, principalmente en los sectores de Aguadas, Quebrada Las Vacas, Agua Las Cabras y la Administración, se pueden observar perdices, codornices, loicas, tordos, diucas, picaflores y tencas. Las águilas, son visibles desde el portón de entrada al sector Casa El Mineral, y los tucúqueres, alrededores de la Casa de Administración, en el área de pícnic, La Casa El Mineral y La Guanaca. En este último sector y en El Mineral, es posible observar lechuzas.
Los zorros se encuentran en todos los sectores del parque. Los lugares de mayor belleza que se pueden visitar en el parque son el sendero de Interpretación del Bosque Hidrófilo. Se encuentra a 10 km del Centro de Información Ambiental del Parque. Permite recorrer la estructura del bosque Hidrófilo y los factores que favorecen su conservación en un ambiente.

Flora del Parque nacional Bosque Fray Jorge
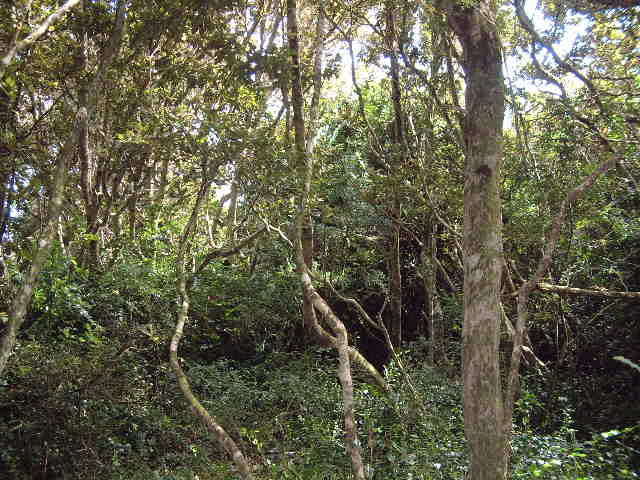
Bosques de olivillo
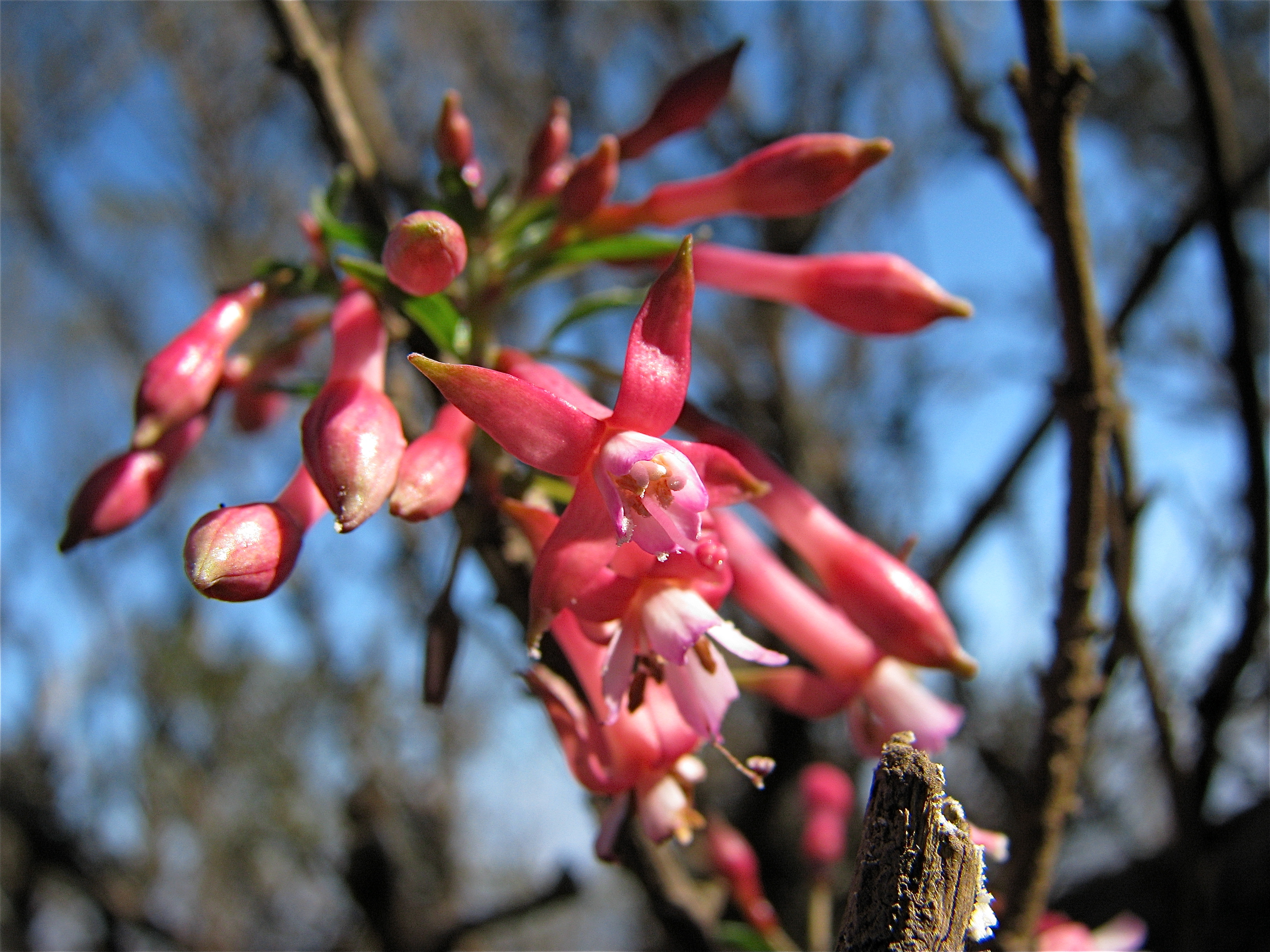
Fuchsia lycioides
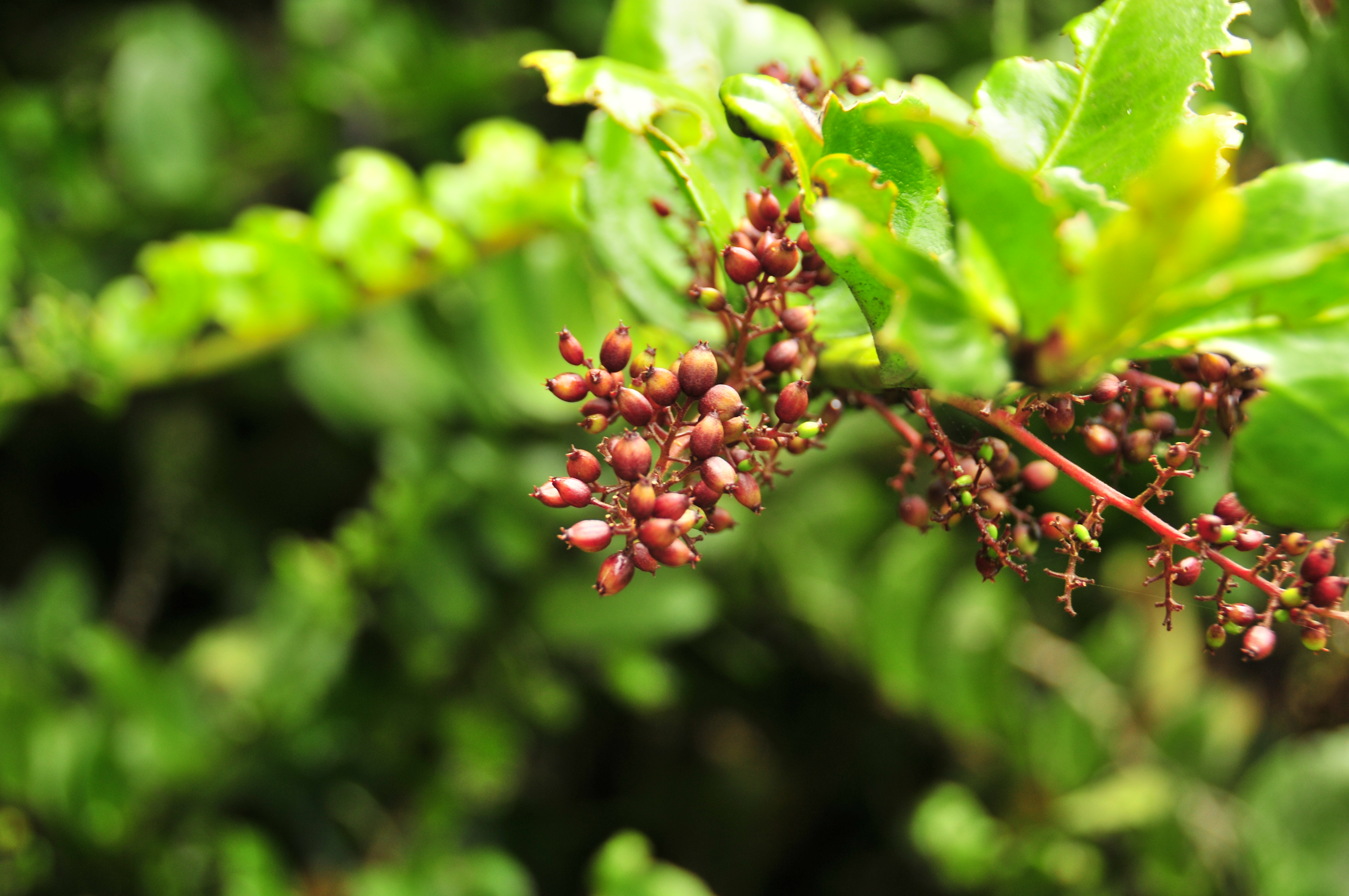
Bosques de olivillo
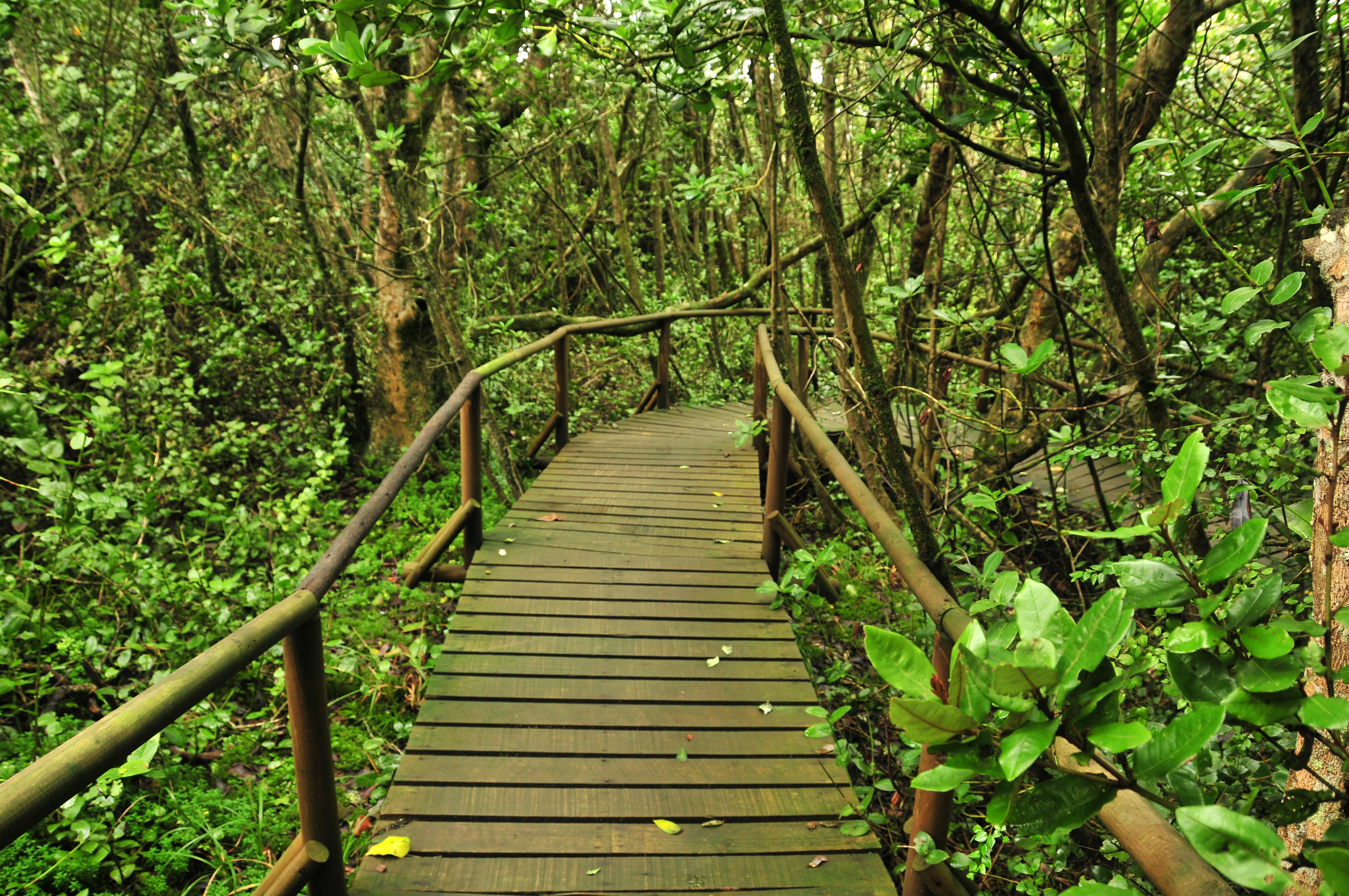
Senderos de Fray Jorge

### Monumento Natural Pichasca
Ubicado en las cercanías de Ovalle, cuenta con los vestigios arqueológicos más antiguos de la zona, donde es posible apreciar troncos de bosques petrificados, huesos de animales prehistóricos como el Antarctosaurio y el Tytanosaurio y rastros de asentamientos humanos de alrededor de 8000 años de antigüedad. Al avanzar se descubre la "Quebrada La Cantera" con fuerte presencia de piedra laja, y "La Cueva del Diablo" una antigua mina de pique sobre la que existen diversas leyendas relacionadas con su "guardián".

### Valle del Encanto

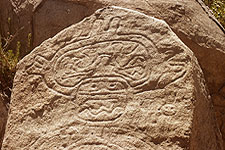
Petroglifos en el Valle del Encanto.

En la zona se encuentra un antiguo asentamiento indígena en el que permanecen importantes vestigios arqueológicos como petroglifos, pictografías, piedras tacitas o morteros.
Este lugar fue descubierto arqueológicamente en el año 1946 y fue declarado monumento histórico nacional el 5 de febrero de 1973.
El Valle del Encanto recibió su nombre al conocerse diversas leyendas que dicen que el lugar estaría encantado, Observarlo, visitarlo, nos hace retroceder en el tiempo y participar en las ofrendas que los primitivos habitantes de la zona realizaban a sus dioses.
Era un lugar donde concurrían cazadores y pastores, aprovechando las excelentes condiciones que posee, principalmente la existencia de agua permanente en su lecho, incluso en años secos.

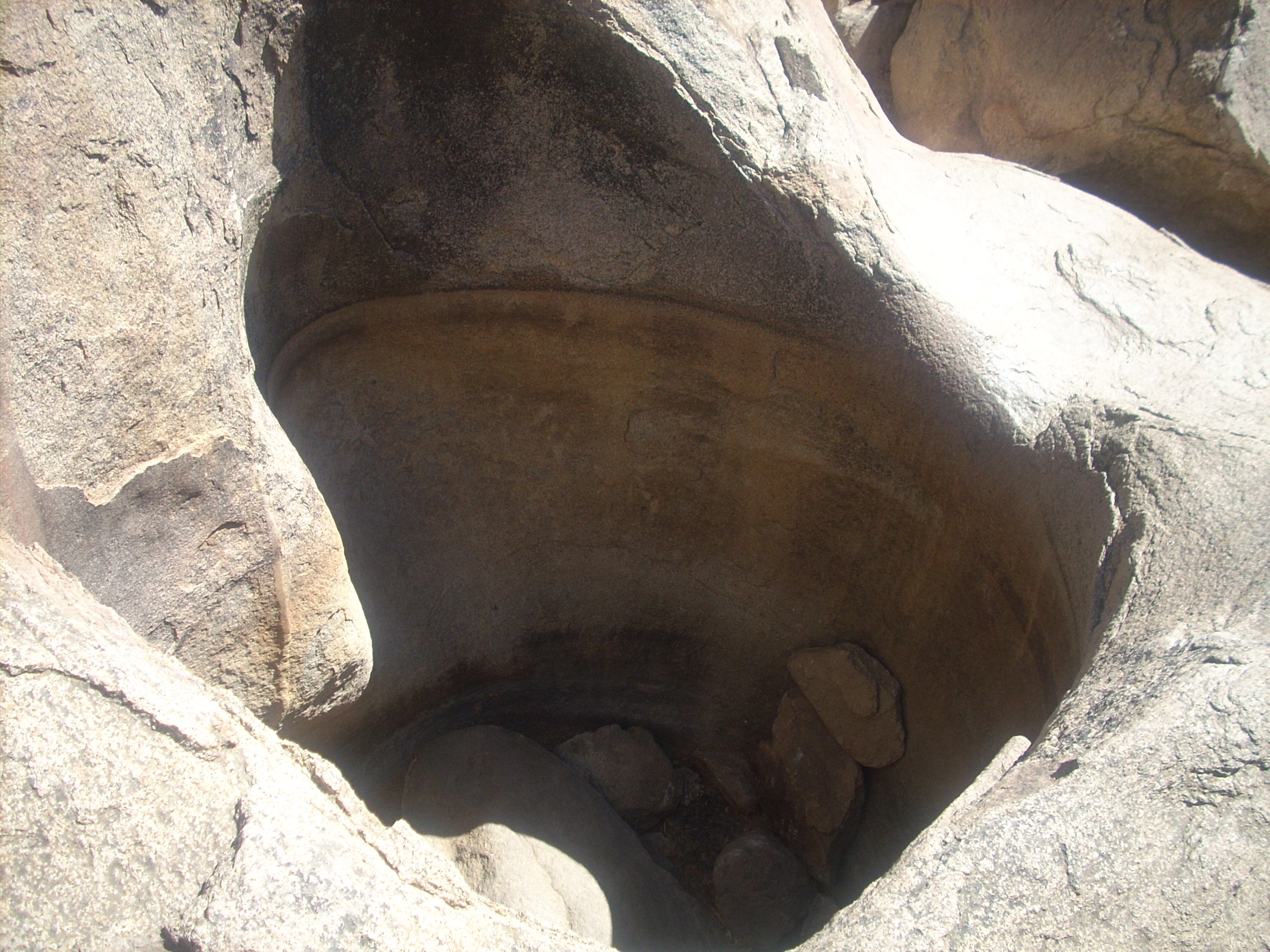
Los baños del Inca en el Valle del Encanto.

Las excavaciones en el Valle del Encanto han permitido determinar que fue habitado desde hace casi 4000 años por grupos de cazadores y recolectores de cierta tradición costera quienes a comienzo de nuestra Era dieron paso a nuevas oleadas de individuos, hábiles ceramistas, recolectores con uso creciente de técnicas agrícolas, ganaderos, semi - aldeanos que habitaron el lugar hasta el siglo VII d. C. aproximadamente.
- Petroglifos: En la superficie de las grandes rocas que conforman el lugar podrás ver gigantes petroglifos. El principal elemento decorativo de los dibujos es la figura humana que se encuentra generalmente en actitud de movimiento. Los rasgos faciales se advierten señalados con círculos y líneas para los ojos, narices y cejas; la boca no se dibuja.

Este conjunto de elementos ha permitido a los arqueólogos formular un estilo de arte rupestre, llamado el "Estilo Limarí".
- Pictografías: Las pictografías son de color rojo y se encuentran en escaso número.

Presentan una temática geométrica de líneas onduladas o quebradas, desvinculadas de las típicas figuras antropomorfas que se observan en los Petroglifos.
- Piedras Tacitas o Morteros: En una vegetación compuesta de arbustos pequeños, cactus y algunos árboles de escasos ramajes, se encuentran las Piedras Tacitas o Morteros.

Existen en gran variedad y abundancia; se presentan en tres tipos: Cupuliforme, Elipsoides y Cuadrangulares. Tienen un diámetro que varía entre 10 y 15 centímetros y la profundidad de la excavación oscila entre 4 y 8 cm. Por su ubicación se cree que son contemporáneas a los petroglifos y pictografías; se utilizaron durante la ocupación del Complejo Cultural El Molle.

### Observatorio Astronómico Cruz del Sur Combarbalá

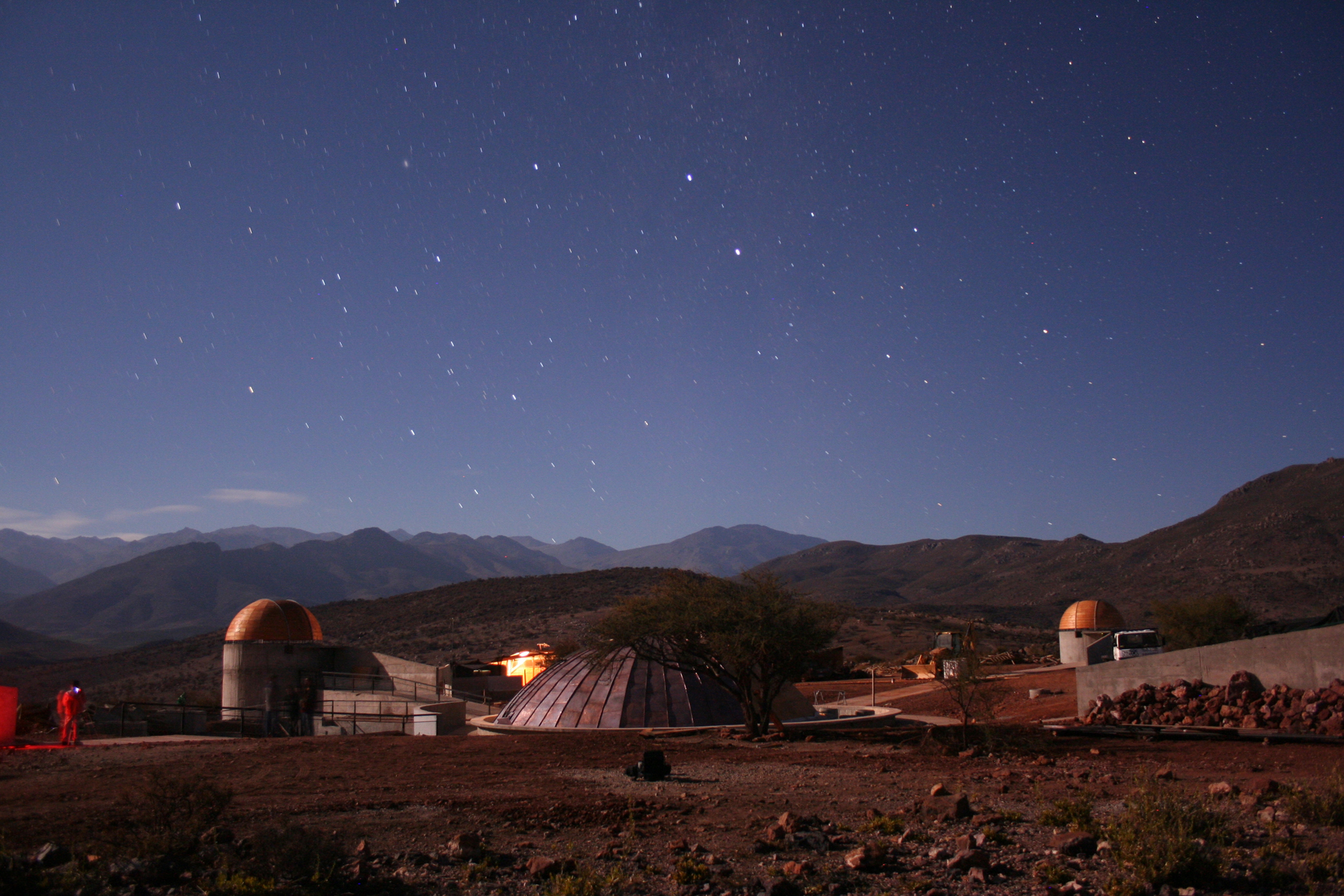
Observatorio Astronómico Cruz del Sur Combarbalá

Cuatro cúpulas de observación dispuestas de igual modo que la más emblemática constelación del hemisferio austral, son la base del complejo astroturístico más grande de Sudamérica: El Observatorio Cruz del Sur de Combarbalá.
Este diseño arquitectónico constituye en sí mismo una gran innovación, pues la idea es acercar el cielo a la tierra a través de la particular distribución de los domos.
El proyecto impulsado en la IV región por la Ilustre Municipalidad de Combarbalá y el Planetario de la Universidad de Santiago de Chile, fue financiado por el Consejo Regional de Coquimbo, que a principios del año 2005 destinó la suma de 246 millones de pesos para la construcción e implementación de este centro astronómico.
Cruz del Sur se emplaza en el Cerro El Peralito, a 3,5 kilómetros de la plaza principal de Combarbalá. Su objetivo es difundir la pasión por la astronomía y promover en la comunidad el valor del cielo como patrimonio natural.
Como consecuencia de este esfuerzo técnico y humano, Combarbalá podrá situarse como un nuevo foco turístico para visitantes nacionales y extranjeros que deseen sumar razones para identificar a Coquimbo, como la "Región estrella".

### Artesanía en combarbalita y lapislázuli
El trabajo de los artesanos ha hecho que, tras siglos de labor, la artesanía local, basada en el trabajo de la piedra Combarbalita (piedra ornamental semipreciosa que fue declarada piedra nacional en 1993, reemplazando al lapislázuli), llegue a formar parte de la historia, las tradiciones y la cultura chilena.

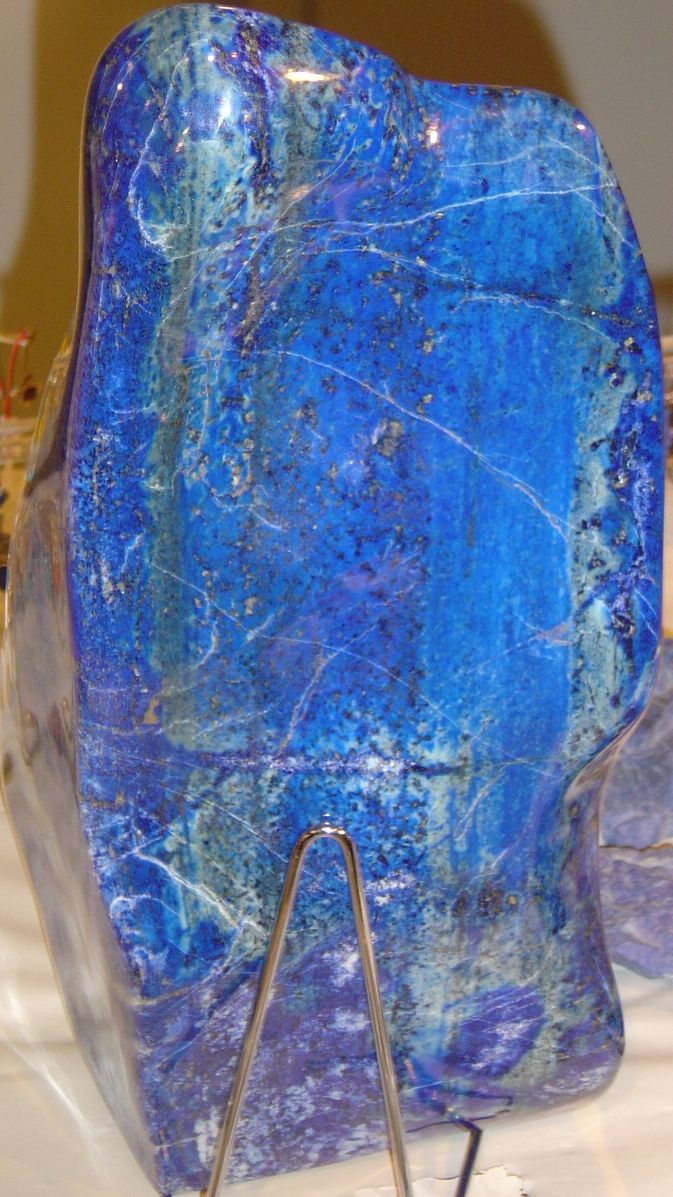
Bloque de lapislázuli.

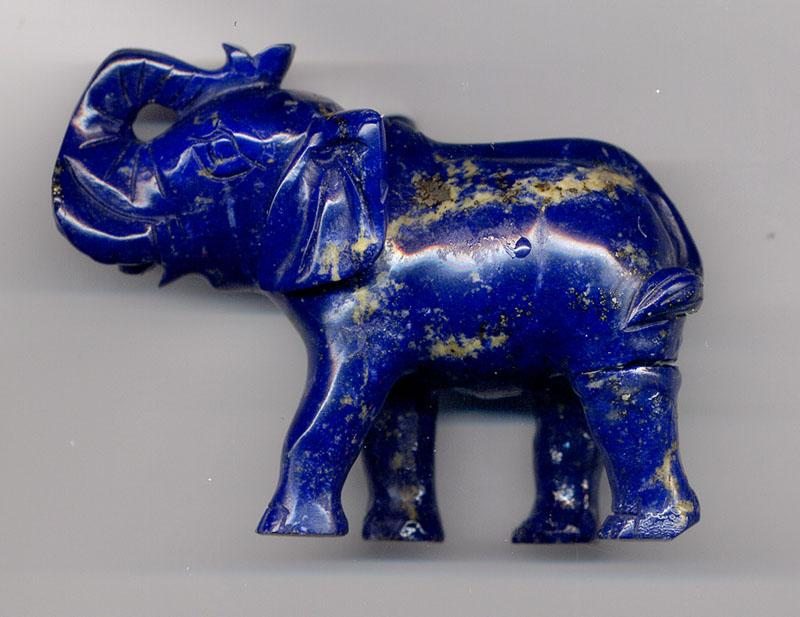
Escultura de elefante de lapislázuli de elevada calidad, de 8 cm de longitud.

Los trabajos en combarbalita están directamente relacionados con la historia de la ciudad de Combarbalá. Escasos y sin técnica en un comienzo, hoy los artesanos son profesionales del rubro y se perfeccionan constantemente, sin perder la tradición asociada a esta artesanía, logrando transformar la roca en una variedad de formas, permitiendo lucir desde representaciones de antiguos trapiches de los lavaderos de oro, hasta la imagen de iglesias del país.

### Plaza de Armas de Ovalle

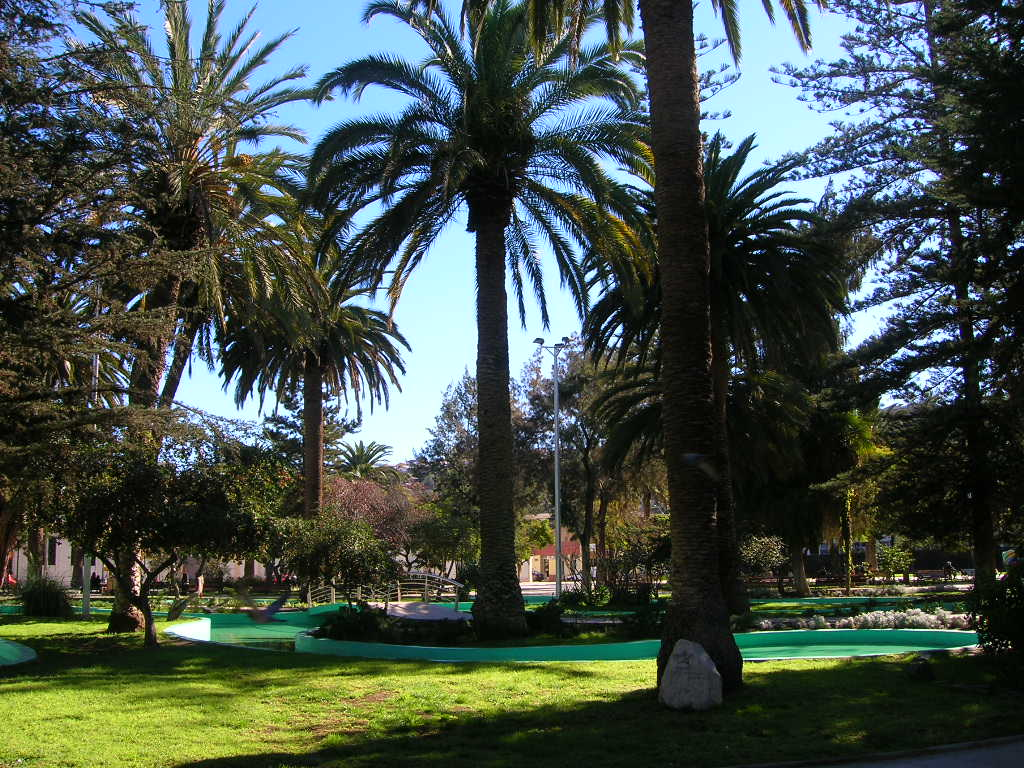
Plaza de Armas de Ovalle.

Ubicada en el corazón de la ciudad entre las calles Libertad, Vicuña Mackenna, Victoria y Miguel Aguirre. Su diseño corresponde al paisajista Gastón Cea y el llamativo espejo de agua, al arquitecto Marcelo Bachelet. Llama la atención variada flora que asemeja un parque botánico. Este principal paseo público es además centro de manifestaciones artísticas culturales. En ella se realizan las ferias del Libro y muestra de artesanías, Fiesta de la vendimia, mientras que cada domingo al mediodía es posible remontarse décadas en el tiempo escuchando las retretas musicales de la Banda Municipio.

### Los Peñones
Lugar apto para disfrutar de un día de verano y participar en un día de acampada veraniega, la infraestructura ha sido mejorada y se ofrecen servicios de acampada y asaderas, baños, estacionamientos y áreas verdes.
Es una buena alternativa para el verano ya que ofrece una mezcla entre las aguas del río Limarí, zonas de arenas y entretención familiar. También existen puestos de comida, donde se puede comprar artesanías y otros productos típicos de la zona. Otra cosa entretenida son los paseos a caballo y botes a pedal que se ofrecen en el Balneario Los Peñones y esto permite que los turistas puedan recorrer las aguas del río Limarí.

### Museo del Limarí
Fue fundamental en el desarrollo económico, cultural, social y deportivo de la ciudad en el siglo pasado. La Exestación de Ferrocarriles es hoy el Centro Cultural Municipal donde se encuentra la Biblioteca Pública de Ovalle, una sala de exposiciones y conferencias y el más moderno Museo que posee la exposición de cerámica Diaguita más completa del país.
El Museo del Limarí fue creado por la Sociedad Arqueológica de Ovalle el 17 de septiembre de 1963, con el fin de conservar y exhibir objetos prehispánicos encontrados en Ovalle y sus inmediaciones.Con el correr de los años, esta Sociedad quiso dar una mayor proyección a la institución, lo que motivó su transferencia a la Dibam en 1978. Seis años más tarde, el museo tomó el nombre de Museo del Limarí, adquiriendo así un rol tutelar sobre el patrimonio arqueológico provincial. Posee cerca de 300 títulos con información básica relativa a la arqueología, antropología, etnografía, antropología e historia regional.
Cuenta con un archivo histórico que reúne documentos municipales y de la Gobernación de Ovalle. Asimismo y producto de los proyectos desarrollados en los últimos años, las colecciones Estadio Fiscal y Guillermo Durruty cuentan con su archivo documental, consistente en fichas de registro descriptivo, fichas clínicas de restauración y un archivo fotográfico que, con un promedio de cuatro vistas por pieza, posee un total aproximado de colecciones. Estas son: la Colección Guillermo Durruty, basada en el legado que dejó este afiche de 3700 fotografías. Este archivo se encuentra digitalizado e impreso como catálogo para cada una de las colecciones.

### Desembocadura del río Limarí
El paisaje es realmente hermoso, el río al llegar al mar forma una laguna, en el contacto con el mar forma una verdadera piscina natural, aguas cristalinas y arena blanca, luego hay una playa de 750 metros aproximadamente que adornan doradas arenas y una agradable brisa marina.
En el río Limarí, tanto en sus riberas como la desembocadura, se pueden observar patos silvestres. El río es fuente de vida y la columna vertebral que sostiene y riega las tierras de Ovalle, haciendo posible el milagro de producir las más dulces frutas y las más apetitosas verduras las que ayer, eran las primeras en el país y que hoy son las primeras en todo el mundo.
Sus aguas bajan desde las altas cordilleras regando miles de hectáreas productoras de uva, verdes empastadas que crían animales, grandes invernaderos de tomates o flores y extensas plantaciones de pepino, pimentón, choclos y otros que cubren de color las tierras de Ovalle. Esta gran variedad de productos naturales han hecho conocido a Ovalle en Chile y el Mundo, es así como hoy las mesas de Argentina estados unidos y Europa se deleitan con sus dulces frutas y frescas verduras.Otro de los milagros son los famosos” camarones del río Limarí”, uno de los más preciados platos que se ofrecen en los mejores restaurantes del país, su carne roja no logra ser igualada por otros crustáceos del país y del extranjero y según los conocedores de la buena mesa es el mejor de su género.
Después de un largo y productivo camino el río se abraza con el mar en una comunión que aún en su término sigue creando riquezas que son los peces y mariscos que recolectan los pescadores en las ricas costas de la desembocadura del río.En el sector sur se encuentra la caleta el toro que es la más conocida y donde el visitante puede observar grandes “conchales” producto del faenamiento de locos especialmente y de otros moluscos.Hacia el mar se encuentra una cueva legendaria, motivo de leyendas piratas.

### Termas de Socos
Están a 370 km desde Santiago y a 38 km de Ovalle en dirección suroeste junto a un estero que viene de Punitaqui y es el más cercano a la costa que existe en Chile.
Las aguas del balneario destacan por ser bromosaturadas. Cuenta con un hotel y zonas de acampada. La piscina termal está abierta con temperatura que bordea los 25 °C y baños termales de tina recomendados para la circulación, reumatismo y otras afecciones de la piel. En las inmediaciones destacan piedras arqueológicas y añosos árboles de distintas especies.

### La Cebada
La comunidad de La Cebada ubicada en el km 338 de la Ruta 5 norte, en el litoral suroeste proporciona un paisaje relajante de pequeñas playas y un sitio ideal para el esparcimiento y la práctica de Trekking y Mountain Bike, además es famosa por sus queso de cabra y la carne de caprino.

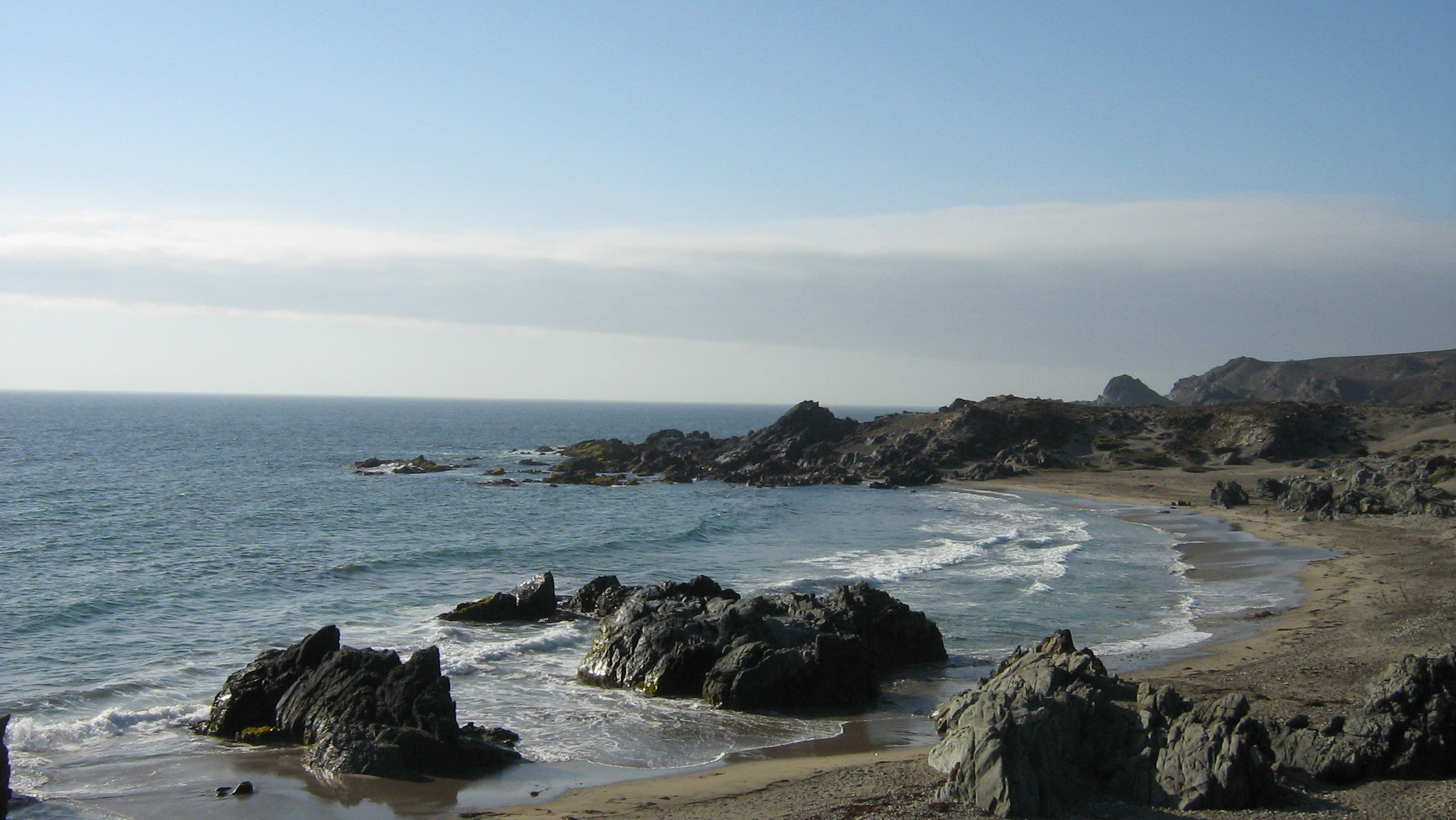
Playa de La Cebada.

### Mercado Municipal de Ovalle
El Mercado Municipal de la ciudad de Ovalle, es uno de los recintos históricos que posee la comuna, convirtiéndose en un patrimonio turístico del Limarí, a una cuadra de la Plaza de Armas de Ovalle, siendo este un punto obligado de visitas de turistas y público en general, destacando la presencia de variada artesanía en madera, lapislázuli, combarbalita, productos típicos, jugos frescos y fruta de la temporada exclusivos de la zona.

### Iglesia San Vicente Ferrer
Declarada Monumento Histórico en 1981, y sus comienzos se remontan al año 1824
Tras el terremoto que asoló la villa, su reconstrucción se inicia en noviembre de 1849 con la primera piedra e inaugurado oficialmente el 22 de noviembre de 1888. En octubre de 1997 otro violento terremoto provocó grandes daños a la estructura del edificio y debió ser restaurado. En el mes de mayo de 2002, con la presencia del nuncio apostólico en Chile fue entregado nuevamente a la comunidad de Ovalle, el reconstruido templo San Vicente Ferrer. Se ubica en calle Libertad N.º 260, frente a la plaza.La visión panorámica del templo contempla una altura de 48 metros, su torre de madera consta de dos cuerpos y un cono; Su reloj es obsequio de don Rafael Errázuriz Urmeneta, en funcionamiento desde el año 1888, y que fuera exhibido en París, Francia el año 1855. El Altar es de madera de pino imitación mármol de estilo Barroco Americano, en él se encuentran las imágenes religiosas de san Vicente ferrer "patrono de la parroquia", Virgen del Carmen "patrona de chile", arriba dos ángeles escoltando en el centro a cristo crucificado.

### Santuario de El Niño Dios de Sotaquí

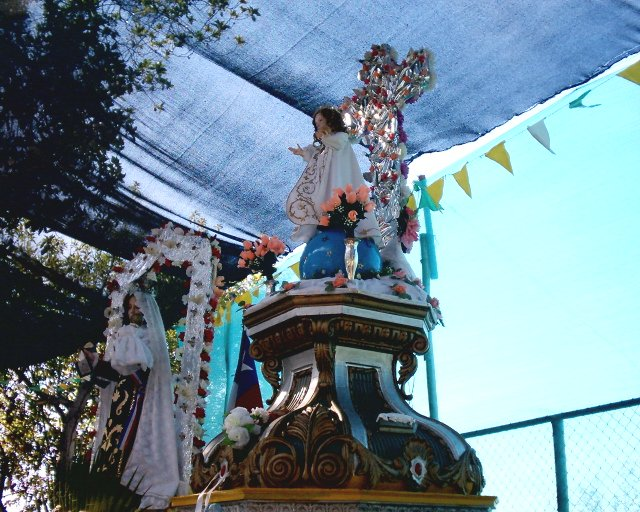
Imagen del Niño Dios de Sotaquí.

El santuario de El Niño Dios de Sotaquí, es el principal santuario de Jesús en su santa infancia (en Chile), es la principal fiesta religiosa de la provincia del Limarí y la segunda de la región después de la de Nuestra Señora de Andacollo. El templo data de 1898, es de estilo corintio y se encuentra en remodelación debido al mal estado en que está. Las fiestas son dos: la fiesta grande se realiza el 6 de enero, si no cae día domingo, se realiza la semana siguiente, esta fiesta reúne a más de 75 mil peregrinos y una treintena de hermandades de bailes, entre ellos los famosos "chinos", "danzantes" y "turbantes". La fiesta chica se realiza el primer domingo de septiembre y, como su nombre lo indica, es igual a la grande pero más reducida.
La imagen del niño Dios mide 40 cm y representa a Jesús en su infancia. En su mano izquierda sostiene un mundo con la cruz salvadora, en su mano derecha da la bendición a sus fieles. La réplica de la imagen se encuentra en la localidad de Huallillinga y El Romeral (donde fue encontrada la imagen).

## Vinos y piscos
El Valle del Limarí es una tierra fértil para la producción de Vinos y Piscos, es una de las zonas del país en donde se produce la mayor cantidad de uva pisquera es por ello que se debe promover y posicionar los productos típicos de la provincia del Limarí potenciando en especial Piscos y Vinos.

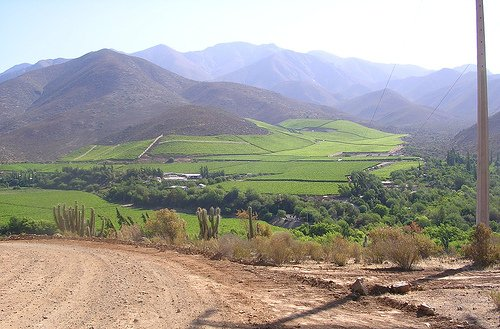
Viñedos en las cercanías de Monte Patria, cerca de Ovalle, Valle del Limarí.

El valle del Limarí es una de las zonas del país donde se produce la mayor cantidad de uva pisquera, el valle se destaca por sus verdes claro por los Sauvignon Blanc, verde oscuro brillante por los Chardonnay y los Cabernet, y verde suave por los parronales de uva de mesa, es una tierra fértil para la producción de vinos y piscos. El clima es factor preponderante para la calidad de los vinos; fresco cerca de la costa, caluroso moderado al centro y más caliente a 60 o 70 kilómetros del mar, creando ambientes apropiados para diversos tipos de vinos. Aquí se dan muy bien los tintos, porque en las cotas más altas la uva puede dejarse madurar hasta el final, sin temor a que lluvias de verano puedan afectarlas. Y más abajo, los Chardonnay y otros blancos son de gran calidad gracias a la temperatura fría que aporta el clima marítimo. En el valle se destacan ocho viñas que son Dalbosco, Francisco de Aguirre, Tabalí, Tamaya, Farr, Ocho Tierras, Maycas del Limarí, Concha y Toro, y productora Pisco Mal Paso y Pisco Ovalle.
Las Viñas Tabalí y Tamaya tienen un espacio para recibir a los turistas con microcircuitos para la observación arqueológica y de naturaleza y degustación de las mejores cepas. Gracias a esto la Compañía Pisquera de Chile S.A. nace en marzo de 2005 de la asociación entre CCU y Cooperativa Agrícola Control Pisquero de Elqui y Limarí Limitada (Control). Compañía Pisquera de Chile S.A. (CPCh) es uno de los principales actores en la industria del Pisco, ofreciendo un variado portafolio de marcas compuesto por Pisco Mistral, Tres Erres, Campanario, Ruta Norte, Control y La Serena. CPCh tiene una fuerte presencia en el segmento de los sours y los piscos Premium.

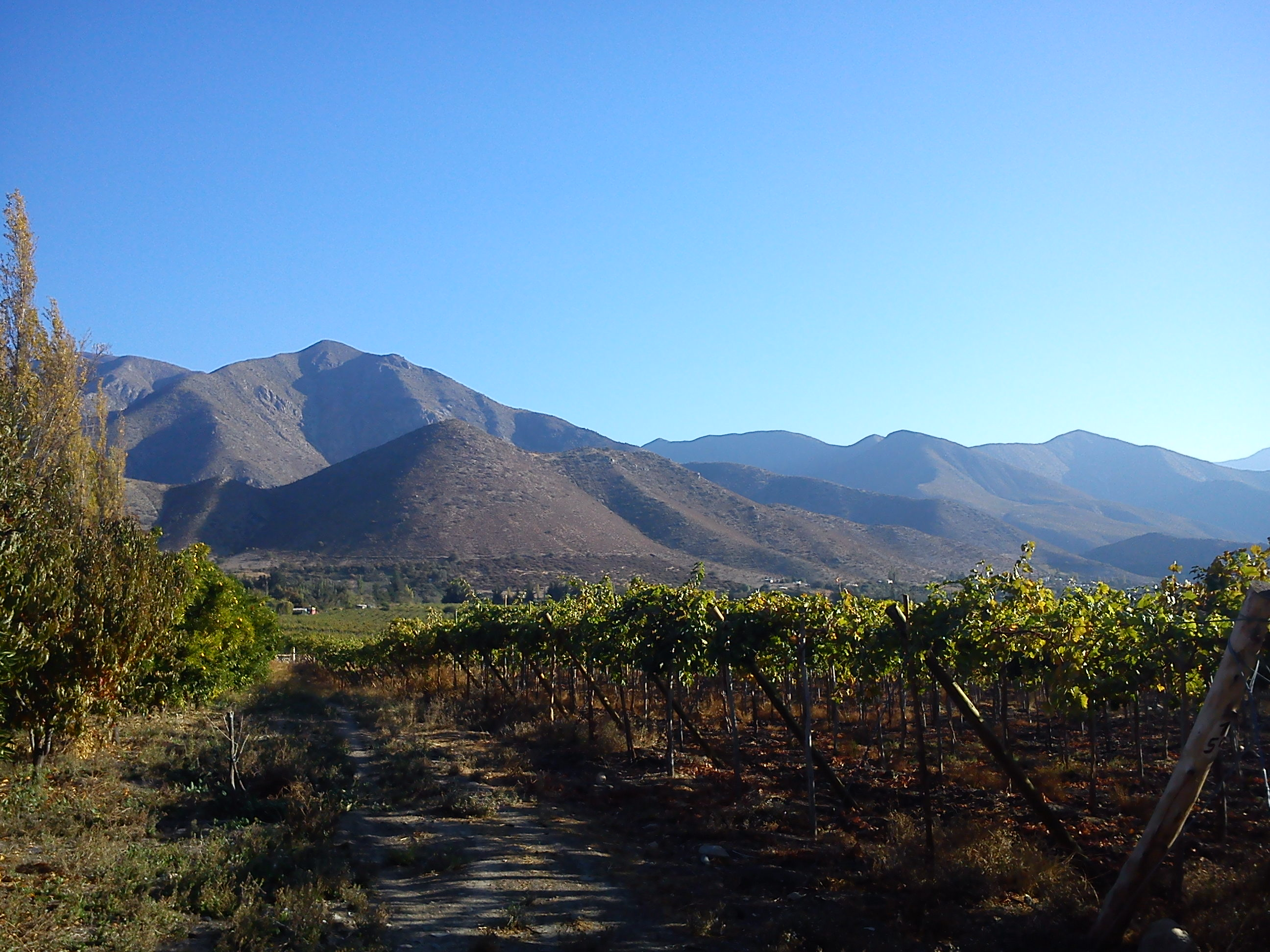
viñedos en la Localidad de Pedregal, Monte Patria.

Clima: El clima templado que hace que en verano las temperaturas bordeen los 26º - 28 º, las precipitaciones registran 100 mm anuales como promedio histórico, esto ayuda a una maduración tranquila y prolongada de la uva.
Suelos: Existen dos tipos de suelos totalmente diferentes, uno en la ribera sur ( Viña Tabalí y Maycas) de origen aluvial, al frente, aluvio – coluvial ( Tamaya y Ocho Tierras), en ambos lechos de suelos existe un elemento común, La Calcita o Carbonato de Calcio que otorgan acidez y aromas suaves y aportan mineralidad a los vinos.
Luminosidad: Los cielos más diáfanos de la Región estimulan la brotación temprana esto ha ayudado a que los vinos blancos se den de mejor forma siendo los Chardonnay y Sauvignon Blanc, siendo ganadores de premios y aparecen en revistas especializadas y revistas.

## Denominación de origen
Valle del Limarí también es una denominación de origen chilena para vinos procedentes de la subregión vitícola homónima que se ajusten a los requisitos establecidos por el Decreto de Agricultura n.º 464 de 14 de diciembre de 1994, que establece la zonificación vitícola del país y fija las normas para su utilización como denominaciones de origen.